# Saúl Leslie
Saúl Leslie (3 de marzo de 1964) es un luchador panameño. Compitió en estilo libre masculino 57 kg en los Juegos Olímpicos de 1984. 

## Biografía
Leslie compitió en los Juegos Olímpicos de Los Ángeles 1984. donde quedó eliminado en la eliminatoria en la categoría de 57 kg. Medalla de bronce en el Campeonato Centroamericano de 1984.